# روثرهايت
روثرهايت هي مقاطعة في جنوب شرق لندن، إنجلترا، وهي إحدى أقسام لندن الإدارية. تاريخيا، كانت تقع المنطقة في شمال شرق كونتية سري.

## معرض صور

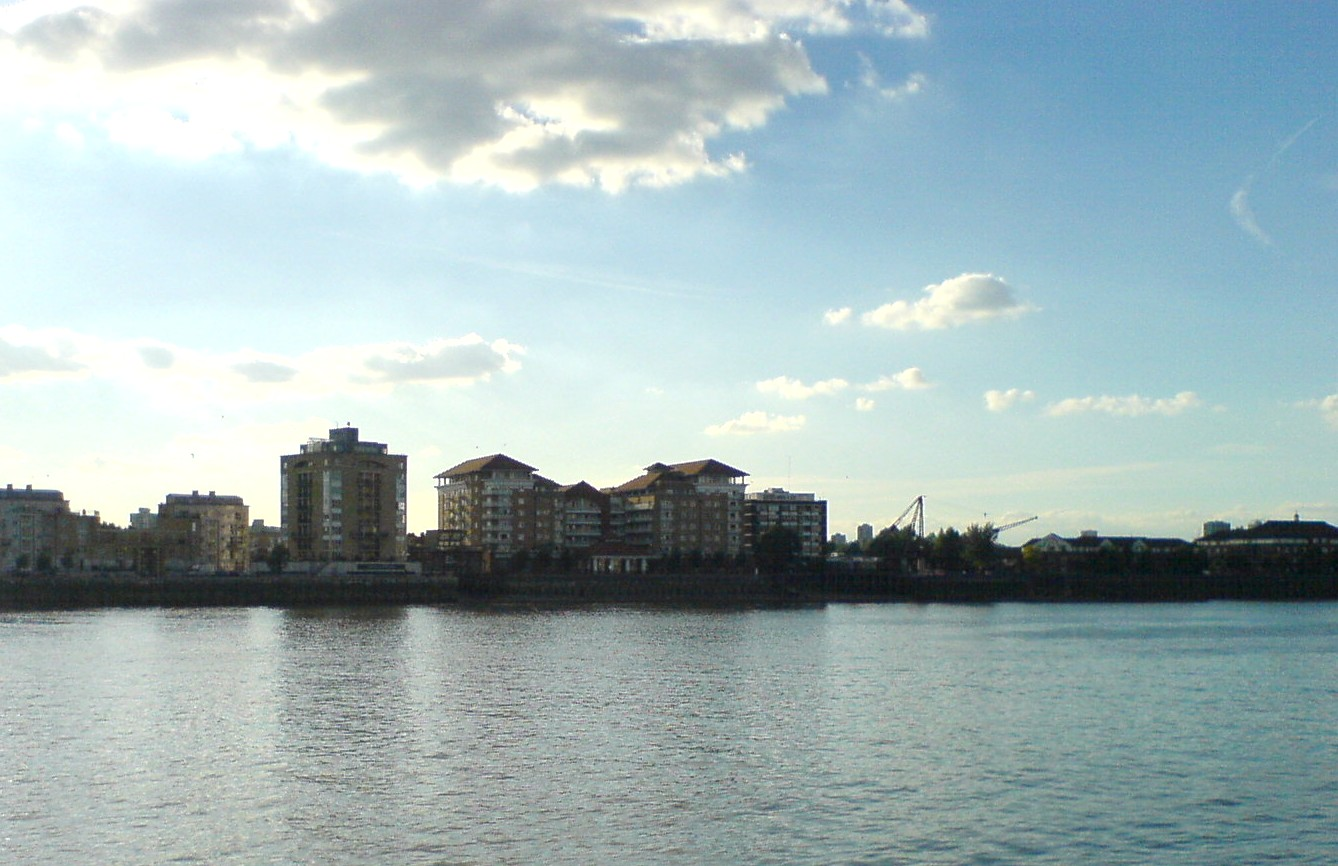
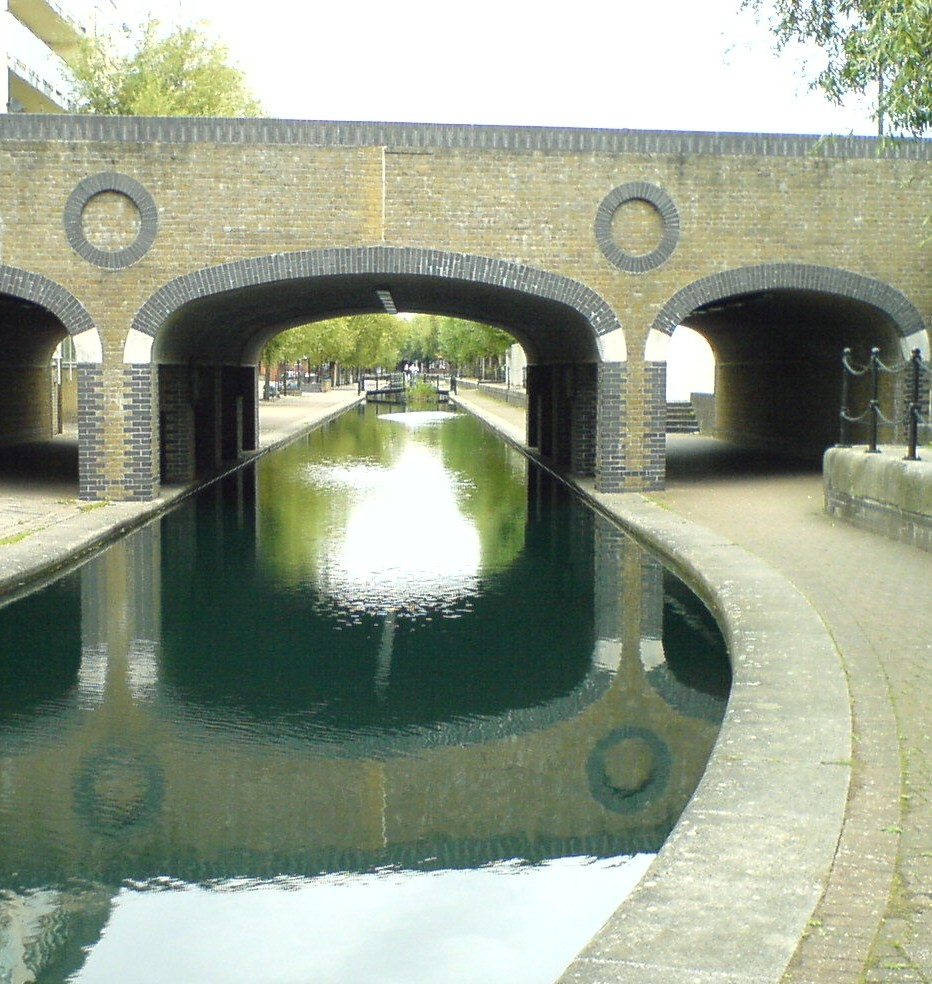
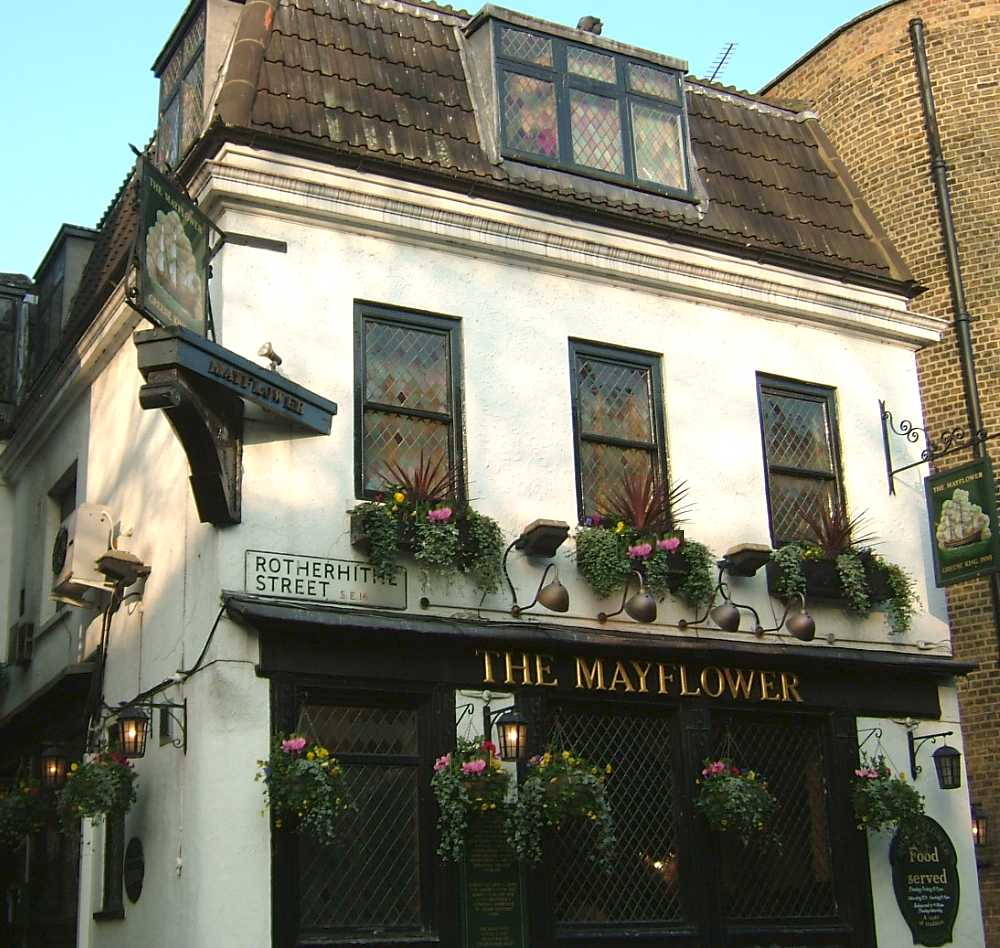

## أعلام
- فرد وود
- بروس سميث
- كاثارين بار تريل
- مايكل كين
- روبن تشارلز وارنز